# Горчивият чай на генерал Йен
„Горчивият чай на генерал Йен“ (на английски: The Bitter Tea of General Yen) е американска военна драма от 1933 г. на режисьора Франк Капра и е базиран на едноименния роман от 1930 г., написан от Грейс Заринг Стоун. Във филма участват Барбара Стануик, Нилс Астер и Уолтър Конъли.

## Актьорски състав
- Барбара Стануик – Меган Дейвис
- Нилс Астер – Генерал Йен
- Уолтър Конъли – Джоунс
- Тошия Мори – Ма-Ли
- Гейвин Гордън – доктор Робърт Страйк
- Лучиен Литълфийлд – господин Джаксън
- Ричард Лу – капитан Ли
- Хелън Джеръми Еди – госпожица Рийд
- Емет Кориган – Бишъп Харкнес